# Condado de Cobb
El condado de Cobb (en inglés: Cobb County) es un condado en el estado estadounidense de Georgia. En el censo de 2000 el condado tenía una población de 607 751 habitantes. La sede de condado es Marietta. El condado forma parte del área metropolitana de Atlanta.
El condado fue fundado el 3 de diciembre de 1832 junto a varios otros condados a partir de la tierra que fue confiscada a los indios cheroqui después de que se aprobara la Indian Removal Act. El condado fue nombrado en honor a Thomas W. Cobb, un congresista de Georgia. La sede de condado, Marietta, fue nombrada en honor a su esposa, Mary Moore Cobb.
El condado de Cobb es gobernado por una junta de comisionados conformada por cinco miembros. La junta tiene autoridad ejecutiva y legislativa dentro del condado. El presidente de la junta es elegido por todos los votantes del condado, mientras que los otros cuatro comisionados son elegidos en distritos individuales. 

## Geografía
Según la Oficina del Censo, el condado tiene un área total de 892 km² (345 sq mi), de la cual 881 km² (340 sq mi) es tierra y 11 km² (4 sq mi) (1,27%) es agua.

### Condados adyacentes
- Condado de Cherokee (norte)
- Condado de Fulton (este y sureste)
- Condado de Douglas (suroeste)
- Condado de Paulding (oeste)
- Condado de Bartow (noroeste)

## Transporte

### Aeropuertos
- Aeropuerto del Condado de Cobb
- Dobbins Air Reserve Base

### Autopistas importantes
- Interestatal 20
- Interestatal 75
- Interestatal 285
- Interestatal 575
- U.S. Route 41
- U.S. Route 78
- U.S. Route 278
- Ruta Estatal de Georgia 3
- Ruta Estatal de Georgia 5
- Ruta Estatal de Georgia 6
- Ruta Estatal de Georgia 8
- Ruta Estatal de Georgia 92
- Ruta Estatal de Georgia 120
- Ruta Estatal de Georgia 176
- Ruta Estatal de Georgia 280
- Ruta Estatal de Georgia 360

## Demografía
En el  censo de 2000, hubo 679 325 personas, 248 303 hogares y 169 178 familias residiendo en el condado. La densidad poblacional era de 1998 personas por milla cuadrada (763/km²). En el 2000 había 261 659 unidades unifamiliares en una densidad de 770 por milla cuadrada (301/km²). La demografía del condado era de 56,0% blancos, 29,6% afroamericanos, 0,5% amerindios, 4,1% asiáticos, 8,8% de otras razas y 1,4% de dos o más razas. 11,1% de la población era de origen hispano o latino de cualquier raza. 
La renta promedio para un hogar del condado era de $95 751 y el ingreso promedio para una familia era de $146 065. En 2000 los hombres tenían un ingreso medio de $81 745 versus $62 509 para las mujeres. La renta per cápita para el condado era de $32 740 y el 9,4% de la población estaba bajo el umbral de pobreza nacional.

## Ciudades y pueblos
- Acworth
- Austell
- Chattahoochee Plantation
- Fair Oaks
- Kennesaw
- Mableton
- Marietta
- Powder Springs
- Powers Park
- Smyrna
- Vinings

## Economía
Kool Smiles tiene su sede en el Centro de Apoyo al Paciente Kool Smiles (Kool Smiles Patient Support Center) en Marietta. En 2007 Kool Smiles tenía su sede en un área no incorporada en el Condado de Cobb.

## Educación
El Distrito Escolar del Condado de Cobb está a cargo de la educación pública del condado, excepto por la ciudad de Marietta, la cual está a cargo de Marietta City Schools.